# Min søn Peter
Min søn Peter er en dansk film fra 1953, skrevet af Lis Byrdal og instrueret af Jon Iversen.

## Medvirkende
- Gunnar Lauring
- Berthe Qvistgaard
- Frits Helmuth
- Helga Frier
- Lily Broberg
- Helge Kjærulff-Schmidt
- Agnes Rehni
- Arthur Jensen
- Johannes Meyer
- Ulla Lock
- Keld Markuslund